# Premi Faraday Lectureship

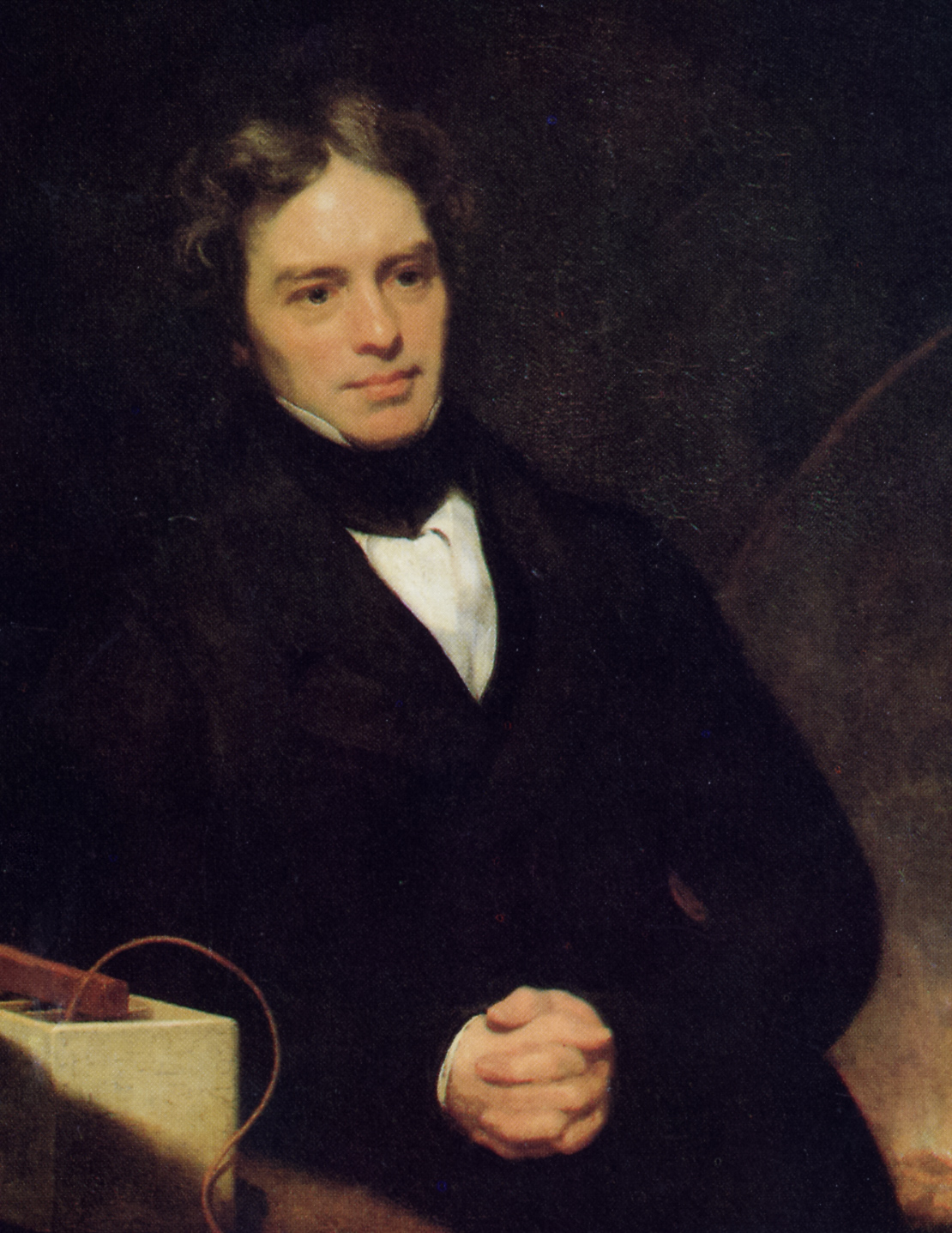
Michael Faraday. Oli de Th. Phillips (1842)

El premi Faraday Lectureship és un premi atorgat a excepcionals contribucions en els camps de la química física o de la química teòrica, inicialment cada tres anys i des del 2010 cada dos anys, per la Royal Society of Chemistry.
El nom Faraday Lectureship honra al destacat químic anglès Michael Faraday i les seves conferències. S'establí el 1869, dos anys després de la seva mort. Les conferències de Faraday foren molt apreciades pel seu estil entusiasta, que sovint incloïen demostracions experimentals. Les seves conferències a la Royal Institution s'iniciaren el 1827 sobre el tema de la filosofia química i la darrera fou impartida el 1860 amb un curs de Nadal sobre la història química d'una espelma. Actualment (2019) el premi està dotat amb 5000 £, una medalla i un diploma.

## Guardonats[2]
| - 1869 : Jean-Baptiste Dumas - 1872 : Stanislao Cannizzaro - 1875 : August Wilhelm von Hofmann - 1879 : Charles Adolphe Würtz - 1881 : Hermann Ludwig von Helmholtz - 1889 : Dmitri Mendeléiev - 1895 : John Strutt, Lord Rayleigh | - 1904 : Wilhelm Ostwald - 1907 : Hermann Emil Fischer - 1911 : Theodore William Richards - 1914 : Svante August Arrhenius - 1924 : Robert Andrews Millikan - 1927 : Richard Willstätter - 1930 : Niels Bohr - 1933 : Peter Debye - 1936 : Ernest Rutherford - 1939 : Irving Langmuir - 1947 : Sir Robert Robinson - 1950 : George de Hevesy - 1953 : Cyril Norman Hinshelwood - 1956 : Otto Hahn - 1956 : Leopold Ruzicka - 1961 : Sir Christopher Kelk Ingold - 1965 : Ronald George Wreyford Norrish - 1968 : Charles Coulson - 1970 : Gerhard Herzberg - 1974 : Sir Frederick Dainton - 1977 : Manfred Eigen - 1980 : George Porter - 1983 : John Shipley Rowlinson - 1986 : Alan Carrington - 1989 : John Meurig Thomas - 1992 : Yuan Tseh Lee - 1995 : William Klemperer - 1998 : A David Buckingham | - 2001 : Richard Zare - 2004 : Alexander Pines - 2007 : Gerhard Ertl - 2010 : John Polanyi - 2012 : Richard Saykally - 2014 : Michel Che - 2016 : Graham Fleming - 2018 : Graham Hutchings - 2019 : Martyn Poliakoff |